# Papiro 15
O Papiro 15 ({\displaystyle {\mathfrak {P}}}15) é um antigo papiro do Novo Testamento que contém fragmentos dos capítulos sete e oito da Primeira Epístola aos Coríntios (7:18-8:4).